# Willam Belli
Willam Belli, nascut el 30 de juny del 1982, monònimament conegut com a Willam, és un drag queen, actor, cantautor, personatge de la televisió de realitat, autor i youtuber nord-americà. Willam va obtenir més fama com a concursant a la quarta temporada de RuPaul's Drag Race el 2012, però va ser desqualificat en el repte "Frenemies", representant la primera desqualificació del programa.
Abans d'aparèixer a Drag Race, Willam va treballar com a actor, conegut per interpretar el paper recurrent de la dona transgènere Cherry Peck al drama de metges Nip/Tuck de Ryan Murphy. Va continuar actuant en una varietat de pel·lícules, sèries de televisió i sèries web, sovint en drag. El 2018, va aparèixer a la pel·lícula aclamada per la crítica A Star Is Born, protagonitzada per Lady Gaga. Per la seva actuació a la sèrie web de comèdia negra EastSiders, va ser nominada al premi Daytime Emmy com a millor actor secundari en una sèrie digital de drama diürn.
Des del 2012, Willam ha gravat i llançat tres àlbums de música de comèdia, la majoria consistents en paròdies de cançons populars. El seu segon àlbum, Shartistry in Motion, va debutar al número u de la llista Billboard Comedy Albums.

## Primers anys de vida
Willam Belli va néixer a Filadèlfia. És el menor de dos fills. Belli afirma que és d'herència iugoslava i italiana. Va viure a Florida per a l'escola secundària i secundària. El pare de Belli treballava al Centre Espacial Kennedy. La seva tieta és la directora de televisió Mary Lou Belli.
Belli, durant la seva infància i joventut, tenia sobrepès, però va perdre els quilos de més en tornar-se vegetarià abans d'emancipar-se als setze anys. Belli va conèixer el seu marit Bruce als dinou anys. Es van casar el 9 de setembre del 2008.

## Carrera

### 2000–2008: inicis
El primer reconeixement de Belli va ser el paper del Bart Jaker en dos episodis de The District (2002) i la seva primera aparició a la televisió va ser en un episodi del programa de jocs Street Smarts. Més tard va aparèixer a les següents sèries de televisió: Boston Public, Cold Case, The Shield, My Name Is Earl. La més coneguda, però, fou Nip/Tuck, com el personatge transgènere Cherry Peck. Al llarg de la primera dècada dels 2000, va passar a interpretar petits papers en molts programes de televisió. També va tenir un petit paper a la pel·lícula American Wedding .
El 2008, Belli va aparèixer a l'obra d'art senzilla de la cançó "Breakin' Up" de Rilo Kiley. També ha fet de model com a part del taller de classe magistral de Tranimal al Machine Project, que va ser fotografiat per Austin Young.

### 2009–2010: carrera drag

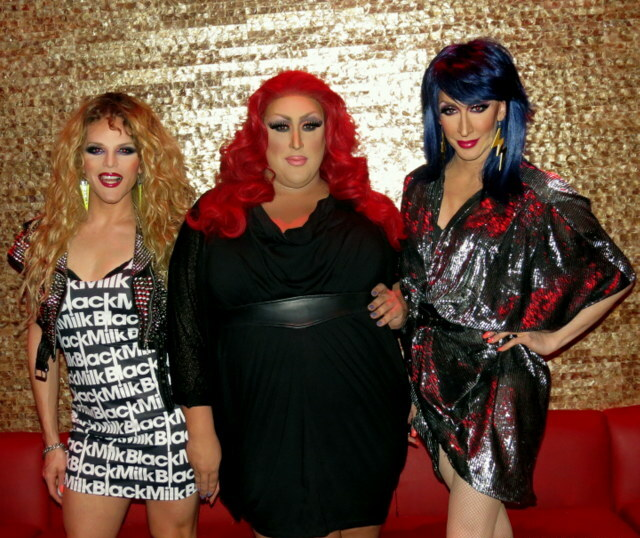
Belli amb Vicky Vox i Detox Icunt

Willam Belli és membre de la banda Tranzkuntinental, que va debutar a The Roxy el 2009. La banda va ser creada per Charlie Paulson i Xander Smith. Aquesta compta amb les següents drag queens: Detox, Kelly Mantle, Rhea Litré i Vicky Vox.
El gener del 2011, va aparèixer al vídeo musical de Rihanna "S&amp;M" juntament amb Detox i Morgan McMichaels com a ballarins de suport.

### 2011–2012:RuPaul's Drag Racei més èxit
La productora World of Wonder va contactar amb el manager de Willam Belli per demanar-li que realitzés una audició per a la quarta temporada de RuPaul's Drag Race. El novembre de 2011, Logo TV va anunciar que Belli estava entre els tretze concursants que competien a la quarta temporada. El seu company de repartiment, Chad Michaels, guanyador de la primera temporada d'All Stars, havia competit amb Belli al concurs de l'Entertainer of the Year de Califòrnia el 2010. Belli va aconseguir guanyar els reptes dels episodis "Float Your Boat" i "Frenemies", però va ser desqualificat en aquest darrer, representant el primer desqualificat del programa, fins a la dotzena temporada, amb la desqualificació de Sherry Pie. A l'episodi "Reunited", Belli va afirmar que la seva desqualificació es va deure a les visites conjugals fetes pel seu marit a la seva habitació d'hotel. Segons el propi Belli, però, en els anys transcorreguts des de l'emissió de la quarta temporada, Willam ha refutat la "història oficial" en múltiples entrevistes.

### 2012–2013: carrera a YouTube, "Boy Is a Bottom" i èxit de DWV
El gener de 2013, Belli tindria el seu major èxit viral amb 20 milions de visites només a YouTube, quan va publicar "Boy Is a Bottom", amb Detox i Vicky Vox, coincidint amb l'estrena de la cinquena temporada de RuPaul's Drag Race. El seu moment i l'ús de les xarxes socials van fer que fos un llançament molt ben rebut. La cançó és una paròdia de "Girl on Fire" d'Alicia Keys i també inclou una versió alterada del "breakdown" de "My Lovin' (You're Never Gonna Get It)" d'En Vogue. "Boy Is a Bottom" va debutar al número sis de Comedy Digital Songs de Billboard, venent 3.000 descàrregues en la seva primera setmana.
El 14 d'agost del 2013, Willam Belli va aparèixer juntament amb les drag queens i drag king Shangela, Detox, Raven, Morgan McMichaels, Landon Cider, Shannel i Courtney Act, al vídeo de la lletra de Lady Gaga per al seu senzill "Applause".
El gup musical DWM, que inclou Belli, Detox i Vicky Vox, es va separar oficialment el juny del 2014 a causa d'un conflicte personal entre els integrants.

### 2014–2017: American Apparel,Shartistry in Motion, primer llibre, perfum i programa de tertúlies
Belli es va convertir llavors en una American Apparel Ad Girl juntament amb els antics concursants de Drag Race Courtney Act i Alaska Thunderfuck 5000, que van donar suport amb un senzill titulat "American Apparel Ad Girls". També van llançar un segon senzill junts, "Dear Santa, Bring Me a Man" per a la temporada de Nadal.
El 13 de gener del 2017 va llançar una versió en solitari de l'èxit de DWV "Boy Is a Bottom", en castellà, titulada "Es Una Pasiva", amb la qual va aconseguir ocupar el primer lloc de la llista d'iTunes de comèdia. Belli va publicar el seu segon àlbum d'estudi, Shartistry in Motion, el 2 de juny.

### 2018-present:A Star Is Borni altres empreses
El 2018, Willam va aconseguir un paper per a la pel·lícula aclamada per la crítica A Star Is Born. Willam i la seva companya drag queen i exconcursant Shangela interpreten a drags que treballen en un bar d'ambient al costat del personatge de Lady Gaga, Ally, quan la descobreix el famós cantant de country Jackson Maine, interpretat per Bradley Cooper. El personatge de Willam, Emerald, és un imitador de Dolly Parton que coqueteja amb Jackson. El diàleg de les seves escenes va ser majoritàriament improvisat, inclòs un moment memorable en què el seu personatge fa que Jackson li autografï el seu pit de silicona. Bradley Cooper, que també va dirigir la pel·lícula, va dir que Willam i Shangela "s'havien deixat al cap" amb la seva publicitat.
El 18 de juliol del 2018, es va publicar el primer episodi del podcast temàtic de Belli's Drag Race organitzat conjuntament amb Alaska Thunderfuck i titulat Race Chaser, a Forever Dog Network. El 2020, Alaska i Willam van anunciar que establirien la seva pròpia xarxa de podcasts en col·laboració amb Forever Dog, Moguls of Media (MOM), amb una "lista d'estrelles de drag queens i lluminàries queer icòniques" per unir "el passat, present i futur de l'entreteniment LGBTQ+". Entre els podcasts establerts sota la marca Moguls of Media i produïts executius per Willam i Alaska s'inclouen The Chop, presentat per Latrice Royale i Manila Luzon; Very That, organitzat per Delta Work i Raja; Hi Jinkx!, organitzat per Jinkx Monsoon; Famous This Week, presentat per Priyanka i abans Brooke Lynn Hytes; i Sloppy Seconds, a càrrec de Big Dipper i Meatball
El 2019, Belli va arribar al món de la cosmètica tot llançant la seva pròpia línia de maquillatge, Suck Less Face & Body. El juny de 2019, un jurat de la revista Nova York la va col·locar novè a la seva llista de "les drag queens més poderoses d'Amèrica", un rànquing de 100 antics concursants de Drag Race.
L'any 2021, es va anunciar que Belli seria l'estrella de Iconic Justice, un espectacle judicial en què la drag escoltarà i dictaminarà diverses disputes legals i socials entre persones LGBTQ.